# Stazione di Boretto
La stazione di Boretto è una stazione ferroviaria della ferrovia Parma-Suzzara. Serve il comune di Boretto, in provincia di Reggio Emilia.
È gestita da Ferrovie Emilia Romagna (FER).

## Storia
La stazione, gestita da Ferrovie Emilia Romagna (FER), fu aperta nel 1883 dalla Società Veneta, come parte della linea Parma–Suzzara.

Il piazzale binari

Nel 1927 divenne capolinea della ferrovia Reggio–Po delle ferrovie reggiane, chiusa al traffico già nel 1955. Il 14 luglio 1944 fu distrutta durante un bombardamento alleato.

## Strutture ed impianti
Il fabbricato viaggiatori è un edificio moderno, oggi adibito a sede della polizia municipale.
La stazione conta due binari per il servizio passeggeri. È presente un piccolo scalo merci con un magazzino merci.
In passato era presente una piccola rimessa locomotive, utilizzata per l'esercizio della linea Reggio–Po. L'edificio risulta in stato di abbandono.

## Movimento
La stazione è servita dai treni regionali in servizio sulla tratta Suzzara–Parma. I treni sono svolti da Trenitalia Tper nell'ambito del contratto di servizio stipulato con la regione Emilia-Romagna.
A novembre 2019, la stazione risultava frequentata da un traffico giornaliero medio di circa 337 persone (166 saliti + 171 discesi).

## Cinema
Alla stazione di Boretto fu girata la scena finale del film Don Camillo e l'onorevole Peppone (1955).